# Morti nel 1903

## Gennaio(31)
- 2 gennaio - Apelle Dei, naturalista italiano (n. 1819)
- 3 gennaio - Alois Hitler, ufficiale austriaco (n. 1837)
- 3 gennaio - James Wimshurst, inventore, ingegnere e armatore britannico (n. 1832)
- 4 gennaio - Aleksandr Nikolaevič Aksakov, psicologo russo (n. 1832)
- 4 gennaio - Vincenzo Stefano Breda, ingegnere, imprenditore e politico italiano (n. 1825)
- 5 gennaio - Louis Alexander Fagan, storico dell'arte, incisore e scrittore italiano (n. 1845)
- 5 gennaio - Teresita Garibaldi, italiana (n. 1845)
- 5 gennaio - Eleuterio Pagliano, pittore e incisore italiano (n. 1826)
- 5 gennaio - Práxedes Mateo Sagasta, politico spagnolo (n. 1825)
- 7 gennaio - Alfred Kast, medico tedesco (n. 1856)
- 8 gennaio - Achille Argentino, patriota e politico italiano (n. 1821)
- 11 gennaio - Helen Blackburn, attivista britannica (n. 1842)
- 12 gennaio - Max Saenger, ginecologo tedesco (n. 1853)
- 13 gennaio - Giulio Beverini, politico e filantropo italiano (n. 1871)
- 13 gennaio - Karl Dziatzko, bibliotecario e filologo classico tedesco (n. 1842)
- 13 gennaio - Corrado Valguarnera, nobile, patriota e politico italiano (n. 1838)
- 15 gennaio - Charles Gabet, drammaturgo e librettista francese (n. 1821)
- 15 gennaio - Lucido Maria Parocchi, cardinale e arcivescovo cattolico italiano (n. 1833)
- 16 gennaio - Ramón Torrijos y Gómez, vescovo cattolico spagnolo (n. 1841)
- 16 gennaio - Julius Vuylsteke, politico e scrittore belga (n. 1836)
- 17 gennaio - Felice Garelli, politico italiano (n. 1831)
- 18 gennaio - Abraham Stevens Hewitt, politico, insegnante e avvocato statunitense (n. 1822)
- 20 gennaio - Berardo Costantini, politico e medico italiano (n. 1830)
- 23 gennaio - Enrico Frassi, geografo italiano (n. 1836)
- 24 gennaio - Eduard Böhl, teologo tedesco (n. 1836)
- 24 gennaio - Niko I Dadiani, principe georgiano (n. 1847)
- 26 gennaio - Augusto Napoleone Berlese, botanico e micologo italiano (n. 1864)
- 28 gennaio - Augusta Holmès, compositrice irlandese (n. 1847)
- 28 gennaio - Robert Planquette, compositore francese (n. 1848)
- 29 gennaio - Carlo Ghirlanda Silva, patriota italiano (n. 1825)
- 31 gennaio - Giovanni Costa, pittore, militare e politico italiano (n. 1826)

## Febbraio(51)
- 1º febbraio - George Stokes, matematico e fisico irlandese (n. 1819)
- 2 febbraio - Friedrich Wilhelm Bösenberg, mercante e aracnologo tedesco (n. 1841)
- 2 febbraio - Giuseppe De Nigris, pittore italiano (n. 1832)
- 2 febbraio - Josef Enzensperger, alpinista, meteorologo e avvocato tedesco (n. 1873)
- 2 febbraio - Antoine-Émile Plassan, pittore francese (n. 1817)
- 3 febbraio - Maria Alinda Bonacci Brunamonti, poetessa italiana (n. 1841)
- 3 febbraio - David George Ritchie, filosofo scozzese (n. 1853)
- 5 febbraio - Oskar von Alvensleben, pittore tedesco (n. 1831)
- 5 febbraio - Alberto Giovannini, compositore italiano (n. 1842)
- 5 febbraio - William Lewis Manly, scrittore statunitense (n. 1820)
- 5 febbraio - Francesco Medici, avvocato e politico italiano (n. 1830)
- 6 febbraio - Petko Karavelov, politico bulgaro (n. 1843)
- 7 febbraio - James Glaisher, meteorologo, astronomo e scienziato inglese (n. 1809)
- 8 febbraio - Joseph Führer, archeologo tedesco (n. 1858)
- 9 febbraio - Josephine Dubray, fotografa francese (n. 1818)
- 9 febbraio - William Meade Fishback, politico statunitense (n. 1831)
- 9 febbraio - Charles Gavan Duffy, poeta e politico irlandese (n. 1816)
- 9 febbraio - Mariano Palermo, vescovo cattolico italiano (n. 1825)
- 9 febbraio - Achille Pucci, avvocato e politico italiano (n. 1832)
- 11 febbraio - Carlo Gallozzi, politico e medico italiano (n. 1820)
- 11 febbraio - Bartolomeo Gianolio, avvocato e politico italiano (n. 1837)
- 11 febbraio - Bolesław Hieronim Kłopotowski, arcivescovo cattolico polacco (n. 1848)
- 12 febbraio - Michele Crisafulli Trimarchi, medico italiano (n. 1826)
- 12 febbraio - José Palma, poeta filippino (n. 1876)
- 14 febbraio - Elisabetta Francesca d'Asburgo-Lorena, nobildonna (n. 1831)
- 14 febbraio - Charles Longuet, politico francese (n. 1839)
- 14 febbraio - Giovanni Previtera, vescovo cattolico italiano (n. 1844)
- 15 febbraio - Francis Penrose, architetto britannico (n. 1817)
- 16 febbraio - Bartolomeo Marchelli, patriota e illusionista italiano (n. 1834)
- 17 febbraio - Joseph Parry, compositore, musicista e docente gallese (n. 1841)
- 18 febbraio - Geltrude Comensoli, religiosa italiana (n. 1847)
- 18 febbraio - Eugenio Piva, disegnatore, cartografo e architetto italiano (n. 1820)
- 19 febbraio - Giuseppe Lovera di Maria, ammiraglio italiano (n. 1836)
- 20 febbraio - Luigi Indelli, politico italiano (n. 1828)
- 20 febbraio - Luigi Musini, politico italiano (n. 1843)
- 22 febbraio - Victor Meirelles, pittore brasiliano (n. 1832)
- 22 febbraio - Hugo Wolf, compositore austriaco (n. 1860)
- 23 febbraio - Jean-Baptiste Clément, musicista francese (n. 1836)
- 23 febbraio - Friedrich Grützmacher, violoncellista tedesco (n. 1832)
- 23 febbraio - Joseph Huet, zoologo francese (n. 1827)
- 23 febbraio - Alfonso Riguzzi, militare italiano (n. 1861)
- 23 febbraio - Gustav Storm, storico norvegese (n. 1845)
- 25 febbraio - Eusebio Blasco, scrittore, giornalista e poeta spagnolo (n. 1844)
- 25 febbraio - Aleksander Alekseevič Bobrinskij, politico e genealogista russo (n. 1823)
- 25 febbraio - Francesco Marzi, politico italiano (n. 1823)
- 26 febbraio - Émile Bescherelle, botanico francese (n. 1828)
- 26 febbraio - Richard Jordan Gatling, inventore statunitense (n. 1818)
- 26 febbraio - Samuel Tinsley, scacchista inglese (n. 1847)
- 28 febbraio - Girolamo De Rada, scrittore, poeta e pubblicista italiano (n. 1814)
- 28 febbraio - Laureano Figuerola, economista e politico spagnolo (n. 1816)
- 28 febbraio - Emily Warren Roebling, ingegnera statunitense (n. 1843)

## Marzo(31)
- 1º marzo - John Temple Leader, politico inglese (n. 1810)
- 2 marzo - Gustav Radde, esploratore e naturalista tedesco (n. 1831)
- 3 marzo - František Ladislav Rieger, patriota ceco (n. 1818)
- 4 marzo - Lajos Domokos, giornalista e politico austro-ungarico (n. 1877)
- 5 marzo - Filippo Silvestro Giulianotti, scultore italiano (n. 1851)
- 5 marzo - Gaston Paris, filologo e medievista francese (n. 1839)
- 6 marzo - Ascanio Branca, patriota e politico italiano (n. 1840)
- 6 marzo - Giovan Battista Embriaco, inventore italiano (n. 1829)
- 7 marzo - István Bittó, politico ungherese (n. 1822)
- 8 marzo - Giovanni Ferrero, predicatore italiano (n. 1817)
- 8 marzo - William B. Franklin, generale e imprenditore statunitense (n. 1823)
- 10 marzo - Alfonso Arborio Gattinara di Breme, politico italiano (n. 1831)
- 10 marzo - Julius Victor Carus, zoologo e entomologo tedesco (n. 1823)
- 10 marzo - Sophie Gengembre Anderson, pittrice britannica (n. 1823)
- 11 marzo - Enrico Bottini, chirurgo e politico italiano (n. 1835)
- 13 marzo - Nicolaas Beets, poeta e scrittore olandese (n. 1814)
- 14 marzo - Ernest Legouvé, drammaturgo francese (n. 1807)
- 15 marzo - Luciano Armanni, medico italiano (n. 1839)
- 16 marzo - Roy Bean, giurista statunitense (n. 1825)
- 20 marzo - Charles Godfrey Leland, giornalista e etnologo statunitense (n. 1824)
- 20 marzo - Olive Oatman, esploratrice statunitense (n. 1837)
- 21 marzo - Ferdinando Capponi, arcivescovo cattolico italiano (n. 1835)
- 22 marzo - Frederic Farrar, presbitero, docente e scrittore indiano (n. 1831)
- 23 marzo - Shimun XVIII Rowil, vescovo cristiano orientale siro (n. 1844)
- 24 marzo - Michelangelo Pittatore, pittore italiano (n. 1825)
- 24 marzo - Johan Hendrik Weissenbruch, pittore olandese (n. 1824)
- 25 marzo - Hector MacDonald, generale britannico (n. 1853)
- 28 marzo - Émile Baudot, ingegnere francese (n. 1845)
- 28 marzo - Raffaele Bonelli, imprenditore, politico e nobile italiano (n. 1819)
- 28 marzo - Magdalene Thoresen, drammaturga norvegese (n. 1819)
- 29 marzo - Gustavus Franklin Swift, imprenditore statunitense (n. 1839)

## Aprile(34)
- 1º aprile - Renato De Martino, diplomatico e ambasciatore italiano (n. 1843)
- 1º aprile - Giuseppe Devincenzi, politico e imprenditore italiano (n. 1814)
- 3 aprile - Luis Aldunate, politico e avvocato cileno (n. 1842)
- 3 aprile - Jean Alfred Marioton, pittore e decoratore francese (n. 1863)
- 4 aprile - Francesco Colzi, medico e chirurgo italiano (n. 1855)
- 4 aprile - Margaret Ann Neve, supercentenaria britannica (n. 1792)
- 6 aprile - Giuseppe Franchetti, filantropo e imprenditore italiano (n. 1824)
- 7 aprile - Paul Gourret, zoologo francese (n. 1859)
- 7 aprile - Josiah Wood Whymper, illustratore e pittore inglese (n. 1813)
- 8 aprile - Henry Van Brunt, architetto statunitense (n. 1832)
- 9 aprile - Jack Hunter, calciatore inglese (n. 1851)
- 10 aprile - Andreas Allescher, micologo tedesco (n. 1828)
- 10 aprile - Eusebio Oehl, medico e patriota italiano (n. 1827)
- 11 aprile - Gemma Galgani, mistica e veggente italiana (n. 1878)
- 11 aprile - Ronglu, politico e generale cinese (n. 1836)
- 12 aprile - Syrius Eberle, scultore e insegnante tedesco (n. 1844)
- 13 aprile - Moritz Lazarus, filosofo e psicologo tedesco (n. 1824)
- 14 aprile - Victor Jaclard, politico francese (n. 1840)
- 15 aprile - Giovanni Bovio, filosofo e politico italiano (n. 1837)
- 17 aprile - Louis Frédéric Schützenberger, pittore francese (n. 1825)
- 18 aprile - Francesco Maria Scala, militare e direttore di banda italiano (n. 1819)
- 20 aprile - Gustav Veit, ginecologo tedesco (n. 1824)
- 22 aprile - Alexander Ramsey, politico statunitense (n. 1815)
- 23 aprile - Malwida von Meysenbug, scrittrice tedesca (n. 1816)
- 24 aprile - Felice Piovene, nobile, politico e dirigente sportivo italiano (n. 1833)
- 25 aprile - Salvatore Guidotti, pittore italiano (n. 1836)
- 26 aprile - Louis Blanc, architetto svizzero (n. 1860)
- 27 aprile - Leonardo Fea, pittore, zoologo e esploratore italiano (n. 1852)
- 28 aprile - Francesco Contaldi, poeta, traduttore e giornalista italiano (n. 1865)
- 28 aprile - Josiah Willard Gibbs, ingegnere, chimico e fisico statunitense (n. 1839)
- 29 aprile - Paul Du Chaillu, antropologo, zoologo e esploratore statunitense (n. 1831)
- 29 aprile - Emily Stowe, medico canadese (n. 1831)
- 29 aprile - Augusto Carlos Teixeira de Aragão, storico, numismatico e archeologo portoghese (n. 1823)
- 30 aprile - François Crépin, botanico e paleontologo belga (n. 1830)

## Maggio(28)
- 1º maggio - Luigi Arditi, violinista, compositore e direttore d'orchestra italiano (n. 1822)
- 1º maggio - Max Westermaier, botanico tedesco (n. 1852)
- 3 maggio - Edoardo Giuseppe Rosaz, vescovo cattolico italiano (n. 1830)
- 3 maggio - Simon Rutar, storico e geografo sloveno (n. 1851)
- 6 maggio - Davide Carnaghi, attore teatrale italiano (n. 1865)
- 6 maggio - José Jiménez Aranda, pittore spagnolo (n. 1837)
- 7 maggio - Émile Durand, compositore, teorico della musica e insegnante francese (n. 1830)
- 8 maggio - Mwanga II di Buganda, politico ugandese (n. 1868)
- 8 maggio - Paul Gauguin, pittore francese (n. 1848)
- 9 maggio - Giuseppe Cremonini Bianchi, tenore italiano (n. 1866)
- 12 maggio - Hans Watzek, fotografo austriaco (n. 1848)
- 13 maggio - Bartolomeo Casalis, prefetto, avvocato e politico italiano (n. 1825)
- 13 maggio - Apolinario Mabini, politico e rivoluzionario filippino (n. 1864)
- 14 maggio - Cesare Bartolena, pittore e fotografo italiano (n. 1830)
- 16 maggio - Théophile Bellando de Castro, notaio, poeta e musicista monegasco (n. 1820)
- 16 maggio - Tancredi Mosti Trotti Estense, politico, militare e patriota italiano (n. 1826)
- 16 maggio - Sybil Sanderson, soprano statunitense (n. 1864)
- 17 maggio - Luigi Bombicci, mineralogista e museologo italiano (n. 1833)
- 19 maggio - Antonio Aggio, politico italiano (n. 1846)
- 19 maggio - Carl Snoilsky, poeta svedese (n. 1841)
- 20 maggio - Josepha Hendrina Stenmanns, religiosa tedesca (n. 1852)
- 20 maggio - Konstantin Vojnović, politico serbo (n. 1832)
- 21 maggio - Filippo Corsi, politico, patriota e giornalista italiano (n. 1870)
- 23 maggio - Giuseppe Rigutini, filologo e lessicografo italiano (n. 1829)
- 25 maggio - Karl von Blumenthal, generale tedesco (n. 1811)
- 26 maggio - Alexander Calandrelli, scultore tedesco (n. 1834)
- 26 maggio - Marcel Renault, pilota automobilistico e imprenditore francese (n. 1872)
- 30 maggio - Harry Elkes, pistard statunitense (n. 1878)

## Giugno(18)
- 1º giugno - Giulio di Schleswig-Holstein-Sonderburg-Glücksburg, principe tedesco (n. 1824)
- 3 giugno - Leopold Gegenbauer, matematico austriaco (n. 1849)
- 6 giugno - Conrad von Preysing, nobile e politico tedesco (n. 1843)
- 8 giugno - Gaetano Quattrocchi, arcivescovo cattolico italiano (n. 1850)
- 9 giugno - Gaspar Núñez de Arce, drammaturgo spagnolo (n. 1834)
- 10 giugno - Luigi Cremona, matematico e politico italiano (n. 1830)
- 10 giugno - Max Fränkel, storico, filologo classico e epigrafista tedesco (n. 1846)
- 10 giugno - Lucien Martinet, canottiere francese (n. 1879)
- 11 giugno - Alessandro I di Serbia, sovrano (n. 1876)
- 11 giugno - Draga Obrenović, sovrana serba (n. 1864)
- 14 giugno - Karl Gegenbaur, anatomista tedesco (n. 1826)
- 15 giugno - Vincenzo Cerri, scultore italiano (n. 1833)
- 17 giugno - Marie-Joseph Cassant, presbitero francese (n. 1878)
- 17 giugno - Wilhelm Wimpff, imprenditore tedesco (n. 1839)
- 19 giugno - Urbain Bouriant, egittologo e archeologo francese (n. 1849)
- 19 giugno - Herbert Vaughan, cardinale e arcivescovo cattolico britannico (n. 1832)
- 20 giugno - Gaspare Stanislao Ferrari, matematico italiano (n. 1834)
- 23 giugno - Giovanni Mestica, filologo e politico italiano (n. 1831)

## Luglio(26)
- 1º luglio - Charles Colville, I visconte Colville di Culross, politico scozzese (n. 1818)
- 2 luglio - Ed Delahanty, giocatore di baseball statunitense (n. 1867)
- 2 luglio - Severo Rodríguez Etchart, pittore argentino (n. 1864)
- 3 luglio - Harriet Lane, first lady statunitense (n. 1830)
- 7 luglio - Heinrich Carl Haussknecht, botanico e farmacista tedesco (n. 1838)
- 9 luglio - Miltiadīs Gouskos, pesista greco (n. 1877)
- 10 luglio - Paul Joseph Jamin, pittore francese (n. 1853)
- 11 luglio - William Ernest Henley, poeta, giornalista e editore britannico (n. 1849)
- 13 luglio - Benjamin von Kállay, politico e traduttore ungherese (n. 1839)
- 16 luglio - Ángel Della Valle, pittore argentino (n. 1852)
- 17 luglio - James Abbott McNeill Whistler, pittore, incisore e litografo statunitense (n. 1834)
- 18 luglio - Anghel Demetriescu, storico e scrittore rumeno (n. 1847)
- 18 luglio - Leonid Apollonovič Verchovcev, diplomatico e funzionario russo (n. 1843)
- 20 luglio - Vincenzo Di Giovanni, filologo, arcivescovo cattolico e filosofo italiano (n. 1832)
- 20 luglio - Papa Leone XIII, papa, vescovo cattolico e cardinale italiano (n. 1810)
- 21 luglio - Henri Alexis Brialmont, generale e ingegnere belga (n. 1821)
- 22 luglio - Francis Lewis Cardozo, politico e religioso statunitense (n. 1836)
- 22 luglio - Cassius Marcellus Clay, politico, diplomatico e militare statunitense (n. 1810)
- 25 luglio - Prosper-Mathieu Henry, ottico e astronomo francese (n. 1849)
- 25 luglio - Willie Park Sr., golfista scozzese (n. 1833)
- 27 luglio - Enrico Cenni, giurista, storico e letterato italiano (n. 1825)
- 27 luglio - Bozcaadalı Hasan Hüsnü Pascià, ammiraglio ottomano (n. 1832)
- 27 luglio - Lina Sandell, poetessa e traduttrice svedese (n. 1832)
- 27 luglio - Frédéric Albert Constantin Weber, botanico francese (n. 1830)
- 28 luglio - Albert Gaillard, botanico e micologo francese (n. 1858)
- 30 luglio - Rosina Stoltz, compositrice e cantante francese (n. 1815)

## Agosto(24)
- 1º agosto - Calamity Jane, pistolera e avventuriera statunitense (n. 1852)
- 1º agosto - Hamilton Lanphere Smith, scienziato, astronomo e fotografo statunitense (n. 1819)
- 1º agosto - Eberhard II von Waldburg-Wurzach, principe e politico tedesco (n. 1828)
- 2 agosto - Edmond Nocard, veterinario e microbiologo francese (n. 1850)
- 4 agosto - Nicolò Coccon, organista, compositore e direttore di coro italiano (n. 1826)
- 4 agosto - Wilhelm von Schwarz-Senborn, educatore, economista e nobile austriaco (n. 1816)
- 6 agosto - Augusto Donati, avvocato italiano (n. 1851)
- 9 agosto - Vincenzo Fuxa, patriota e militare italiano (n. 1820)
- 10 agosto - William Meredith, compositore di scacchi statunitense (n. 1835)
- 14 agosto - Paolo Clementini, magistrato e politico italiano (n. 1847)
- 17 agosto - Hans Gude, pittore norvegese (n. 1825)
- 18 agosto - Friedrich Dieterici, storico e orientalista tedesco (n. 1821)
- 20 agosto - Luigi Pastori, patriota italiano (n. 1829)
- 22 agosto - Menotti Garibaldi, politico e militare italiano (n. 1840)
- 22 agosto - Robert Gascoyne-Cecil, III marchese di Salisbury, nobile e politico britannico (n. 1830)
- 23 agosto - Carl Frederik Bricka, storico e archivista danese (n. 1845)
- 25 agosto - Herbert Chipp, tennista britannico (n. 1850)
- 27 agosto - Kusumoto Ine, medico giapponese (n. 1827)
- 28 agosto - Laurent Giovanninelli, militare francese (n. 1837)
- 28 agosto - Frederick Law Olmsted, architetto del paesaggio e urbanista statunitense (n. 1822)
- 29 agosto - Enrico Bevignani, direttore d'orchestra, compositore e impresario teatrale italiano (n. 1841)
- 30 agosto - Thomas Pichler, botanico austriaco (n. 1828)
- 30 agosto - Joe Warbrick, rugbista a 15 neozelandese (n. 1862)
- 31 agosto - Domenico Galaverna, poeta, scrittore e tipografo italiano (n. 1825)

## Settembre(24)
- 1º settembre - Bernard Lazare, giornalista, critico letterario e saggista francese (n. 1865)
- 1º settembre - Charles Renouvier, filosofo francese (n. 1815)
- 2 settembre - Filippo Ferrari, patriota e militare italiano (n. 1836)
- 3 settembre - Pietro Pedranzini, patriota italiano (n. 1826)
- 4 settembre - Marie Cécile Galos, compositrice francese (n. 1821)
- 6 settembre - Robert Proctor, bibliografo e bibliotecario britannico (n. 1868)
- 10 settembre - Teresa Filangieri Fieschi Ravaschieri, filantropa e scrittrice italiana (n. 1826)
- 10 settembre - Antonio Rotta, pittore italiano (n. 1828)
- 13 settembre - Patrizio Fracassi, scultore italiano (n. 1875)
- 14 settembre - Otto Sarony, fotografo statunitense (n. 1850)
- 17 settembre - Aliye Sultan, principessa ottomana (n. 1880)
- 17 settembre - Friedrich Kaulbach, pittore tedesco (n. 1822)
- 18 settembre - Alexander Bain, filosofo e pedagogista scozzese (n. 1818)
- 18 settembre - Theodor Kirchner, pianista e compositore tedesco (n. 1823)
- 19 settembre - Ernst Oppert, tedesco (n. 1832)
- 21 settembre - Achille Bizzoni, giornalista, scrittore e patriota italiano (n. 1841)
- 23 settembre - Luigi Miraglia, giurista, filosofo e politico italiano (n. 1846)
- 24 settembre - Louis-Arsène Delaunay, attore e insegnante francese (n. 1826)
- 26 settembre - Giovanni Pavoni, avvocato e politico italiano (n. 1852)
- 27 settembre - Charles Gordon-Lennox, VI duca di Richmond, nobile e politico britannico (n. 1818)
- 28 settembre - Enrico Guastalla, patriota italiano (n. 1826)
- 28 settembre - Amedeo Peyron, architetto e ingegnere italiano (n. 1821)
- 29 settembre - Marie Geistinger, soprano, attrice teatrale e direttrice teatrale austriaca (n. 1836)
- 30 settembre - Michael Herbert, diplomatico inglese (n. 1857)

## Ottobre(24)
- 3 ottobre - Benedetto Junck, compositore italiano (n. 1852)
- 4 ottobre - Hermann Cremer, teologo tedesco (n. 1834)
- 4 ottobre - Riccardo Secondi, politico e oculista italiano (n. 1832)
- 4 ottobre - Otto Weininger, filosofo austriaco (n. 1880)
- 6 ottobre - Wilson Shannon Bissell, politico statunitense (n. 1847)
- 7 ottobre - Rudolph Otto Sigismund Lipschitz, matematico tedesco (n. 1832)
- 8 ottobre - Giovanni Diana, politico italiano (n. 1823)
- 9 ottobre - Camille du Locle, librettista, impresario teatrale e regista teatrale francese (n. 1832)
- 10 ottobre - Moritz Hensoldt, ottico e imprenditore tedesco (n. 1821)
- 10 ottobre - Jacob Thurmann Ihlen, politico norvegese (n. 1833)
- 11 ottobre - Eugenio Carlo Valussi, vescovo cattolico italiano (n. 1837)
- 13 ottobre - John Joseph Kain, arcivescovo cattolico statunitense (n. 1841)
- 14 ottobre - Pietro Gamba, avvocato, magistrato e politico italiano (n. 1849)
- 14 ottobre - Henry Laurens Mitchell, politico statunitense (n. 1831)
- 14 ottobre - Giuseppe Turco, paroliere e giornalista italiano (n. 1846)
- 16 ottobre - Giuseppe Botti, archeologo italiano (n. 1853)
- 17 ottobre - Maria Klementyna Sanguszko, nobildonna polacca (n. 1830)
- 17 ottobre - William Lyne Wilson, politico e avvocato statunitense (n. 1843)
- 18 ottobre - Gaspare Cavallini, avvocato e politico italiano (n. 1817)
- 21 ottobre - Ulrich Köhler, storico e epigrafista tedesco (n. 1838)
- 25 ottobre - Robert Henry Thurston, ingegnere statunitense (n. 1839)
- 26 ottobre - Victorin de Joncières, compositore e critico musicale francese (n. 1839)
- 28 ottobre - Giuseppe Augusto Cesana, giornalista, imprenditore e scrittore italiano (n. 1821)
- 30 ottobre - Ozaki Kōyō, scrittore giapponese (n. 1868)

## Novembre(29)
- 1º novembre - Theodor Mommsen, storico, numismatico e giurista tedesco (n. 1817)
- 1º novembre - Domenico Santoro, politico, giornalista e scrittore italiano (n. 1872)
- 5 novembre - Enrico Belli-Blanes, attore teatrale italiano (n. 1844)
- 6 novembre - Giovanni de Ciotta, politico italiano (n. 1824)
- 7 novembre - Crescenzo Buongiorno, compositore italiano (n. 1864)
- 8 novembre - Vasilij Vasil'evič Dokučaev, geografo russo (n. 1846)
- 9 novembre - Montagu Lowry-Corry, I barone Rowton, filantropo e politico inglese (n. 1838)
- 9 novembre - Pietro Rosano, politico e avvocato italiano (n. 1846)
- 11 novembre - Luigi Maccaferri, patriota e ingegnere italiano (n. 1834)
- 12 novembre - Giuseppe Apollonio, vescovo cattolico italiano (n. 1829)
- 13 novembre - Yrjö Koskinen, docente, storico e politico finlandese (n. 1830)
- 13 novembre - Camille Pissarro, pittore francese (n. 1830)
- 14 novembre - Claudio Leigheb, attore teatrale italiano (n. 1846)
- 15 novembre - Ján Nepomuk Bobula, imprenditore, editore e attivista slovacco (n. 1844)
- 15 novembre - Joseph d'Ursel, nobile, politico e senatore belga (n. 1848)
- 16 novembre - Camillo Sitte, architetto, urbanista e pittore austriaco (n. 1843)
- 18 novembre - Giuseppe Calcagno, politico italiano (n. 1818)
- 18 novembre - Horace de Landau, banchiere francese (n. 1824)
- 19 novembre - Tommasina Guidi, scrittrice italiana (n. 1835)
- 19 novembre - Pietro Saccardo, architetto e ingegnere italiano (n. 1830)
- 20 novembre - Francis M. Drake, generale, imprenditore e politico statunitense (n. 1830)
- 20 novembre - Tom Horn, esploratore, detective e pistolero statunitense (n. 1860)
- 20 novembre - Vsevolod Solovëv, romanziere russo (n. 1849)
- 23 novembre - Felice Gialdini, arcivescovo cattolico italiano (n. 1825)
- 24 novembre - Angelo Maffucci, patologo italiano (n. 1847)
- 24 novembre - Pietro Michis, pittore italiano (n. 1836)
- 24 novembre - Johann Baptist von Anzer, vescovo cattolico e missionario tedesco (n. 1851)
- 25 novembre - Sabino Arana, politico spagnolo (n. 1865)
- 27 novembre - Antonino Parlapiano, politico italiano (n. 1839)

## Dicembre(24)
- 3 dicembre - John Dalrymple, X conte di Stair, politico scozzese (n. 1819)
- 7 dicembre - Arthur Milchhöfer, archeologo tedesco (n. 1852)
- 7 dicembre - Filippo Speranza, medaglista italiano (n. 1839)
- 8 dicembre - Herbert Spencer, filosofo britannico (n. 1820)
- 9 dicembre - Sebastián Herrero Espinosa de los Monteros, cardinale e arcivescovo cattolico spagnolo (n. 1822)
- 9 dicembre - Adolf von Hansemann, imprenditore e banchiere tedesco (n. 1826)
- 11 dicembre - Martin Hattala, linguista, pedagogo e teologo slovacco (n. 1821)
- 11 dicembre - Heinrich Tønnies, fotografo danese (n. 1825)
- 12 dicembre - Christian Johansson, danzatore e coreografo russo (n. 1817)
- 16 dicembre - Clemente Marchisio, presbitero italiano (n. 1833)
- 19 dicembre - Eugenio Cecconi, pittore italiano (n. 1842)
- 19 dicembre - Aleksandr Ivanovič Musin-Puškin, generale russo (n. 1827)
- 20 dicembre - Kornél Ábrányi, compositore, musicologo e pianista ungherese (n. 1822)
- 22 dicembre - Mitrofan Petrovič Beljaev, musicista e editore musicale russo (n. 1836)
- 22 dicembre - Otto Hartwig, bibliotecario e storico tedesco (n. 1830)
- 23 dicembre - Leopoldina di Baden, principessa tedesca (n. 1837)
- 23 dicembre - Henrietta Duterte, filantropa e imprenditore statunitense
- 25 dicembre - Arturo Olivieri Sangiacomo, scrittore e giornalista italiano (n. 1861)
- 26 dicembre - Giuseppe Zanardelli, patriota e politico italiano (n. 1826)
- 27 dicembre - Giuseppe Jatta, biologo e naturalista italiano (n. 1860)
- 28 dicembre - Nikolaj Fëdorovič Fëdorov, filosofo russo (n. 1829)
- 28 dicembre - George Gissing, scrittore inglese (n. 1857)
- 28 dicembre - Joseph Latour von Thurmburg, generale austriaco (n. 1820)
- 30 dicembre - Armand Seguin, incisore e pittore francese (n. 1869)

## Senza giorno specificato(38)
- Francis Ellingwood Abbot, filosofo e teologo statunitense (n. 1836)
- Calixte Accarias, giurista francese (n. 1831)
- Jules Allix, avvocato e attivista francese (n. 1818)
- Giuseppe André, giornalista e scrittore italiano (n. 1844)
- Jacques Baseilhac, pittore e incisore francese (n. 1874)
- Alfio Belluso, poeta e scrittore italiano (n. 1855)
- Raffaele Belluzzi, patriota e politico italiano (n. 1839)
- Silvio Bonardi, patriota italiano (n. 1848)
- Giuseppina Brambilla, contralto e soprano italiana (n. 1819)
- Salvatore Carcano, inventore italiano (n. 1827)
- George C. Cox, fotografo statunitense (n. 1851)
- Eugène Cormon, drammaturgo e librettista francese (n. 1811)
- Feng Zicai, militare cinese (n. 1818)
- Paolo Galeati, tipografo e editore italiano (n. 1830)
- Emanuele Gandolfi, politico e avvocato italiano
- Constant Girard, orologiaio svizzero (n. 1825)
- Augustus Radcliffe Grote, entomologo inglese (n. 1841)
- Maximilienne Guyon, pittrice e illustratrice francese (n. 1868)
- August Holmström, orafo finlandese (n. 1829)
- Pietro Marubi, patriota, fotografo e pittore italiano (n. 1834)
- Charles William Mitchell, pittore inglese (n. 1854)
- Immanuel Munk, fisiologo tedesco (n. 1852)
- Giuseppe Murnigotti, inventore italiano (n. 1834)
- Gianfrancesco Nardi, fotografo e pittore italiano (n. 1833)
- Aristide Nardini Despotti Mospignotti, storico dell'architettura e bibliotecario italiano (n. 1826)
- Luciano Nezzo, pittore italiano (n. 1856)
- Konstantinos Paspatis, tennista greco (n. 1878)
- Michail Evlamp'evič Perchin, gioielliere russo (n. 1860)
- Bernardino Peyron, filologo e bibliotecario italiano (n. 1818)
- Israel Rosenberg, impresario teatrale e attore russo (n. 1850)
- Polina Antip'evna Strepetova, attrice teatrale russa (n. 1850)
- Tang Jingsong, politico e generale cinese (n. 1841)
- Icilio Vanni, filosofo e sociologo italiano (n. 1855)
- Antonio Vismara, giurista, scrittore e bibliografo italiano (n. 1831)
- Edwin Lord Weeks, pittore statunitense (n. 1849)
- Hermann Wendland, botanico tedesco (n. 1825)
- Giuseppe Zannoni, pittore italiano (n. 1849)
- Iulitta Zubova, monaca cristiana russa (n. 1807)